# Hyacintvisirbärare
Hyacintvisirbärare (Augastes scutatus) är en fågel i familjen kolibrier.

## Utseende
Hyacintvisirbäraren är en medelstor mycket praktfull kolibri med kort och rak näbb. Hanen är grön ovan och blå under med ett tydligt vitt bröstband. Honan är fläckad i grått och blågrönt på buken och ansiktet är gråaktigt. 

## Utbredning och systematik
Arten förekommer i bergsskogar i Minas Gerais i sydöstra Brasilien och delas in i tre underarter med följande utbredning:
- A. s. scutatus – centrala och östra Minas Gerais
- A. s. ilseae – centrala och östra Minas Gerais
- A. s. soaresi – södra centrala Minas Gerais

## Levnadssätt
Hyacintvisirbäraren bebor bergsområden med klippig terräng och snårig vegetation, kallad campo rupestre.

## Status och hot
Arten har ett stort utbredningsområde, men tros minska i antal, dock inte tillräckligt kraftigt för att den ska betraktas som hotad. Internationella naturvårdsunionen IUCN listar arten som livskraftig (LC).